# Ralph Modjeski
Ralph Modjeski (Bochnia, 27 de janeiro de 1861 — Los Angeles, 26 de junho de 1940) foi um engenheiro estadunidense nascido na Polônia.
Foi um proeminente projetor de pontes nos Estados Unidos.

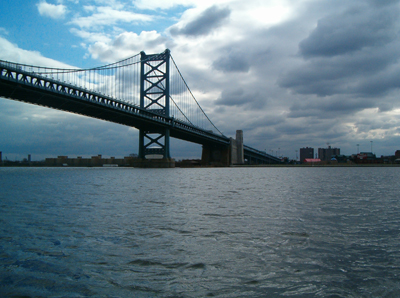
Ponte Benjamin Franklin

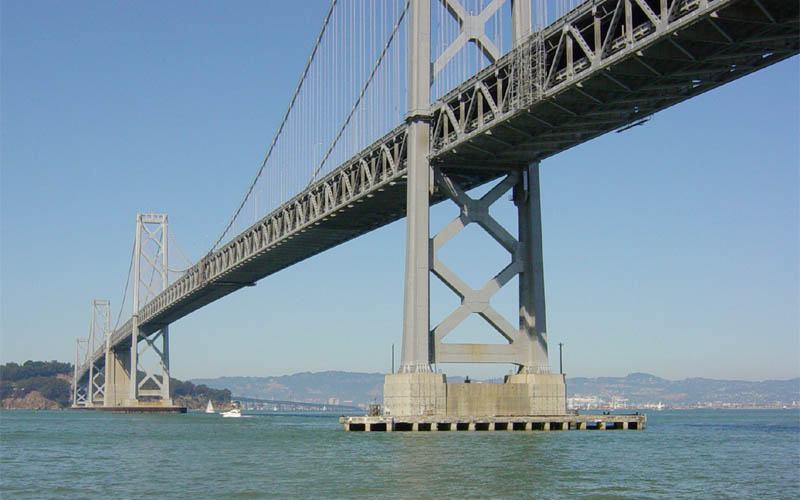
Ponte São Francisco–Oakland Bay

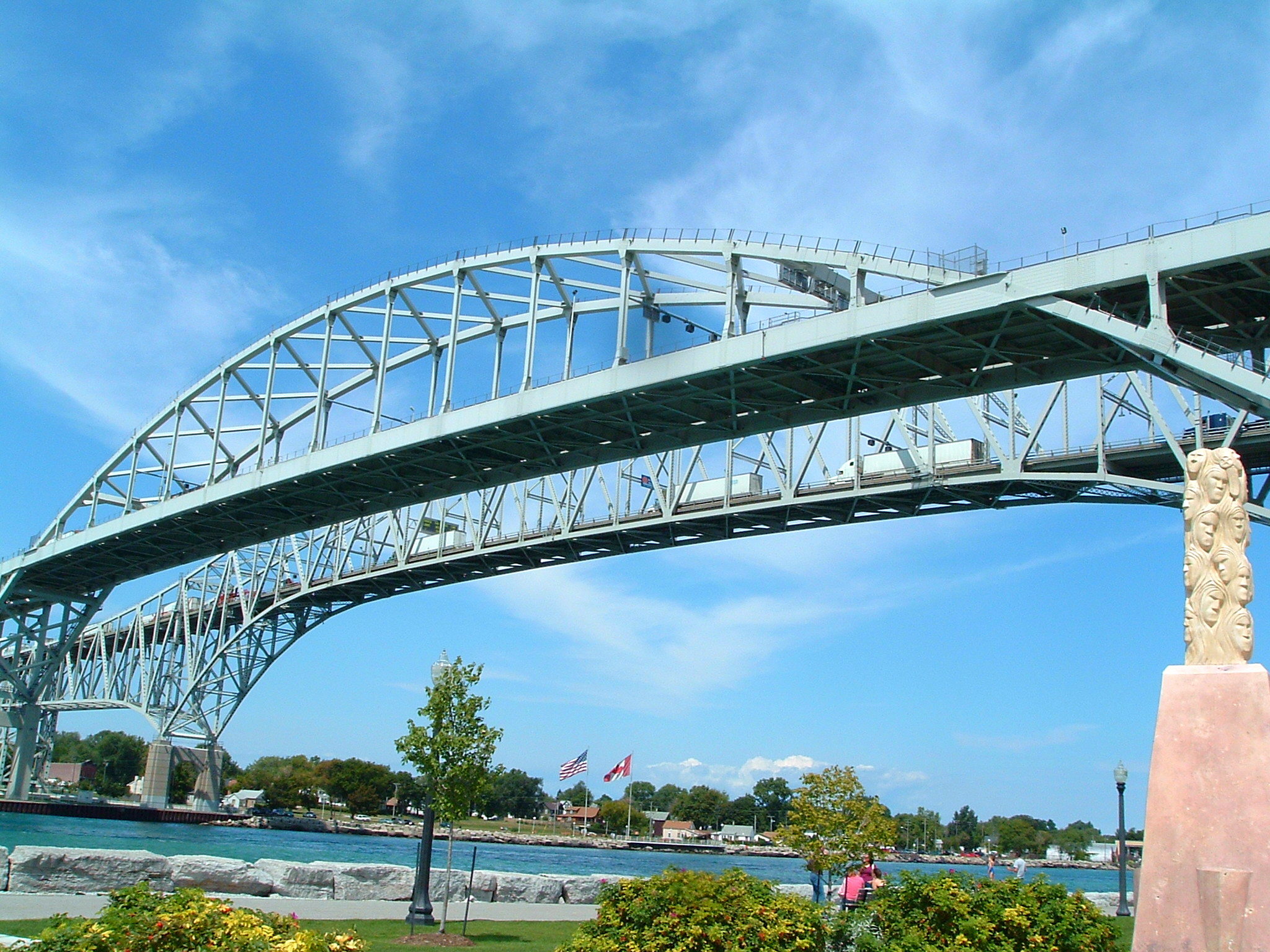
Ponte Blue Water

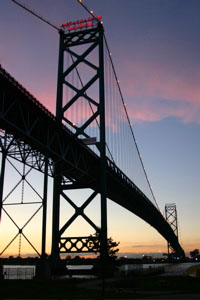
Ambassador Bridge